# Thế vận hội Mùa hè 1928
Thế vận hội Mùa hè 1928 (tiếng Hà Lan: Olympische Zomerspelen 1928), tên gọi chính thức là Thế vận hội Mùa hè lần thứ IX (tiếng Hà Lan: Spelen van de IXe Olympiade), là một sự kiện thể thao quốc tế đa môn được tổ chức từ ngày 28 tháng 7 đến ngày 12 tháng 8 năm 1928 tại Amsterdam, Hà Lan. Trước đó, thành phố Amsterdam đã từng nộp hồ sơ xin đăng cai Thế vận hội năm 1920 và 1924, nhưng phải nhường quyền tổ chức cho thành phố Antwerp (Bỉ) bị tàn phá bởi chiến tranh vào năm 1920, và cho Paris – quê hương của Pierre de Coubertin – vào năm 1924.
Thành phố còn lại duy nhất cạnh tranh đăng cai Thế vận hội 1928 là Los Angeles, nơi sau này đã được chọn để tổ chức Thế vận hội 1932. Trong quá trình chuẩn bị cho Thế vận hội Mùa hè 1932, Ủy ban Olympic Hoa Kỳ đã tiến hành đánh giá chi phí và doanh thu của Thế vận hội 1928. Báo cáo cho biết tổng chi phí là 1,183 triệu đô la Mỹ, với doanh thu là 1,165 triệu đô, dẫn đến khoản lỗ không đáng kể là 18.000 đô – một bước tiến lớn so với Thế vận hội 1924.
Hoa Kỳ là quốc gia giành được nhiều huy chương vàng và tổng số huy chương nhất.

## Quá trình đấu thầu

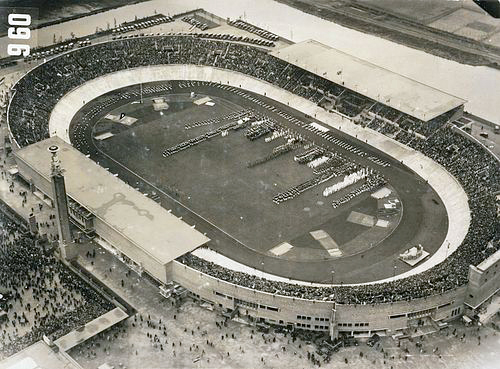
Sân vận động Olympisch năm 1928

Quý tộc người Hà Lan Frederik van Tuyll van Serooskerken là người đầu tiên đề xuất Amsterdam đăng cai Thế vận hội Mùa hè vào năm 1912, thậm chí trước cả khi Ủy ban Olympic Hà Lan được thành lập.
Thế vận hội năm 1916 bị hủy do Thế chiến thứ nhất. Năm 1919, Ủy ban Olympic Hà Lan từ bỏ đề xuất Amsterdam để ủng hộ Antwerp trở thành chủ nhà Thế vận hội Mùa hè 1920. Đến năm 1921, Paris được chọn đăng cai Thế vận hội 1924 với điều kiện Thế vận hội 1928 sẽ được tổ chức tại Amsterdam. Quyết định này, được Ủy ban Olympic Hà Lan ủng hộ, đã được Ủy ban Olympic Quốc tế (IOC) công bố vào ngày 2 tháng 6 năm 1921.
Hồ sơ xin đăng cai Thế vận hội 1928 của Los Angeles đã bị từ chối vào năm 1922 và một lần nữa vào năm 1923. Tuy nhiên, thành phố này sau đó đã được chọn làm chủ nhà cho Thế vận hội Mùa hè 1932 vì không có đối thủ nào khác cùng ứng cử.

## Môn thể thao
Trong Thế vận hội Mùa hè năm 1928, có 14 môn thể thao, 20 phân môn và 109 nội dung thi đấu. Trong ngoặc là số nội dung thi đấu của từng phân môn.:pp.973–985
- Thể thao dưới nước  
  -  Nhảy cầu (4)

- -  Bơi lội (11)

- -  Bóng nước (1)

- Điền kinh (27)

- Quyền Anh (8)

- Xe đạp

- - Đường trường (2)
  - Đua lòng chảo (4)
- Đua ngựa

- - Dressage (2)
  - Eventing (2)
  - Nhảy ngựa (2)
- Đấu kiếm (7)

- Khúc côn cầu trên cỏ (1)

- Bóng đá (1)

- Thể dục dụng cụ (8)

- Năm môn phối hợp hiện đại (1)

- Chèo thuyền (7)

- Thuyền buồm (3)

- Cử tạ (5)

- Vật

- - Tự do (7)
  - Greco-Roman (6)

## Các quốc gia tham dự

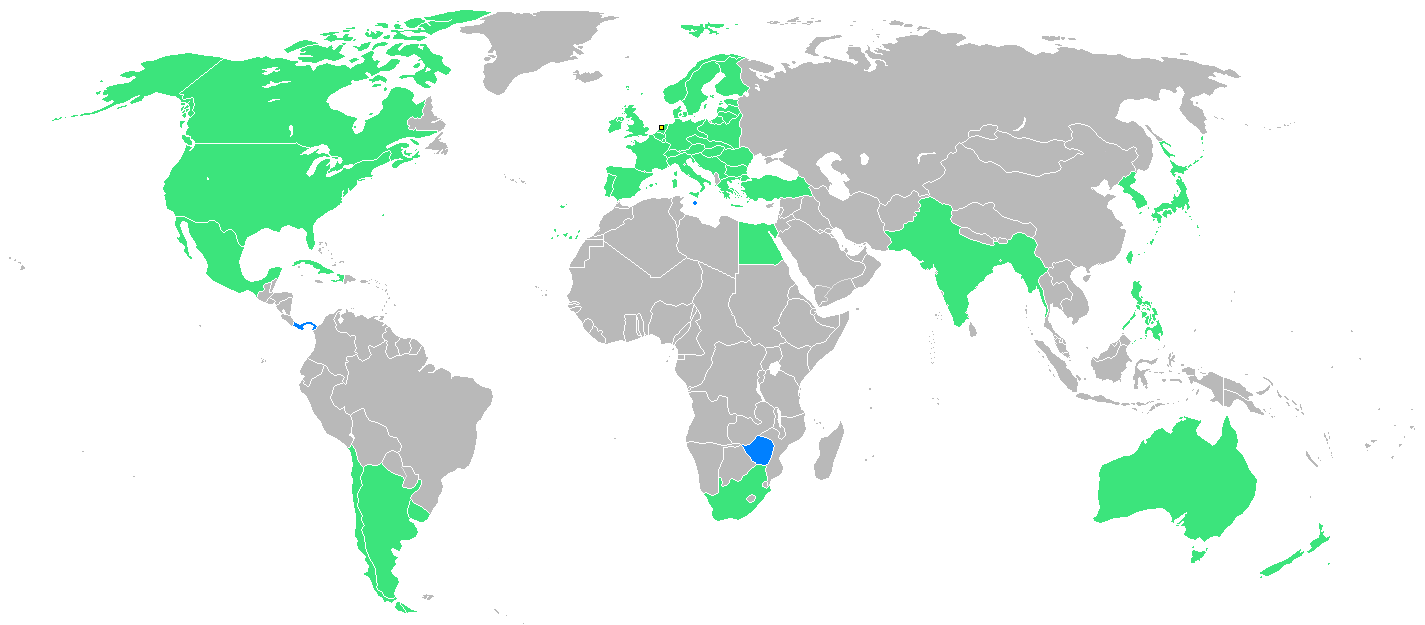
Các quốc gia tham dự

Tổng cộng có 46 quốc gia tham dự Thế vận hội Amsterdam.  Malta, Panama và Rhodesia (nay là Zimbabwe) lần đầu tiên góp mặt tại Thế vận hội. Đức quay trở lại sau khi bị cấm tham dự vào các năm 1920 và 1924. Các quốc gia từng tham gia Thế vận hội trước đó tại Paris năm 1924 nhưng vắng mặt ở Amsterdam năm 1928 là Brasil và Ecuador.
Vào thời điểm đó, Úc, New Zealand, Canada, Nam Phi và Ireland đều là các lãnh thổ tự trị (dominion) của Đế quốc Anh. Ấn Độ và Rhodesia cũng thuộc Đế quốc Anh nhưng không phải là vùng tự trị. Đối với các quốc gia có chủ quyền khác (như Hoa Kỳ, Pháp, Argentina, Nhật Bản, v.v.) và cộng đồng quốc tế (như Hội Quốc Liên), thuật ngữ “dominion” – vốn được dùng trong nội bộ Đế quốc Anh – mang ý nghĩa rất mơ hồ, nằm giữa thuộc địa và một quốc gia độc lập. Mãi đến khi có Đạo luật Westminster năm 1931 thì sự mơ hồ này mới được giải quyết. Philippines khi đó là một lãnh thổ chưa sáp nhập và là một thể chế tự trị thuộc Hoa Kỳ.
| Các Ủy ban Olympic Quốc gia tham dự |
| --- |
| - Argentina (81 vận động viên) - Úc (18) - Áo (73) - Bỉ (186) - Bulgaria (5) - Canada (69) - Chile (38) - Cuba (1) - Tiệp Khắc (70) - Đan Mạch (91) - Estonia (20) - Ai Cập (32) - Phần Lan (69) - Pháp (255) - Đức (296) - Anh Quốc (232) - Hy Lạp (23) - Haiti (2) - Hungary (109) - Ấn Độ (21) - Ireland (27) - Ý (174) - Nhật Bản (43) - Latvia (14) - Litva (12) - Luxembourg (46) - Malta (9) - México (30) - Monaco (7) - Hà Lan (264) (chủ nhà) - New Zealand (10) - Na Uy (52) - Panama (1) - Philippines (4) - Ba Lan (93) - Bồ Đào Nha (31) - Rhodesia (2) - România (29) - Nam Phi (24) - Tây Ban Nha (80) - Thụy Sĩ (133) - Thụy Điển (100) - Thổ Nhĩ Kỳ (31) - Hoa Kỳ (280) - Uruguay (22) - Nam Tư (34) |

## Tổng huy chương
10 quốc gia đứng đầu bảng tổng sắp huy chương.
| Hạng                | Đoàn                | Vàng | Bạc | Đồng | Tổng số |
| ------------------- | ------------------- | ---- | --- | ---- | ------- |
| 1                   | Hoa Kỳ              | 22   | 18  | 16   | 56      |
| 2                   | Đức                 | 10   | 7   | 14   | 31      |
| 3                   | Phần Lan            | 8    | 8   | 9    | 25      |
| 4                   | Thụy Điển           | 7    | 6   | 12   | 25      |
| 5                   | Ý                   | 7    | 5   | 7    | 19      |
| 6                   | Thụy Sĩ             | 7    | 4   | 4    | 15      |
| 7                   | Pháp                | 6    | 10  | 5    | 21      |
| 8                   | Hà Lan              | 6    | 9   | 4    | 19      |
| 9                   | Hungary             | 4    | 5   | 0    | 9       |
| 10                  | Canada              | 4    | 4   | 7    | 15      |
| Tổng số (10 đơn vị) | Tổng số (10 đơn vị) | 81   | 76  | 78   | 235     |

## Liên kết
- "Amsterdam 1928". Olympic.org. Ủy ban Olympic Quốc tế.
- Louis S. Nixdorff Diary, July 10-ngày 15 tháng 8 năm 1928 Lưu trữ ngày 4 tháng 9 năm 2007 tại Wayback Machine
- Memorabilia of the Ninth Olympiad 1928 Amsterdam